# Inferno (TV-program)
Inferno är ett TV-program från Utbildningsradion som handlar om psykisk ohälsa.
Serien sändes under hösten 2010 i Kunskapskanalen och SVT2. Redaktionen har även en blogg där de förde dialog med tittarna.